# Метод функции Грина
Метод функции Грина — метод решения линейного дифференциального уравнения, позволяет посредством нахождения соответствующей оператору этого уравнения функции Грина практически напрямую получить частное решение. Эффективность определяется возможностью записать функцию Грина в явном виде.
Решение через функцию Грина применяется в краевых задачах для уравнений эллиптического типа.
В физике метод находит применение при решении задачи об отклике физической системы на выводящее её из равновесия внешнее воздействие. В соответствии с принципом причинности, состояние системы полностью определяется её предысторией. Таким образом, для поиска состояния системы в данный момент требуется решить эволюционную задачу и возникающие в ней дифференциальные уравнения.
Если отклонение системы от состояния равновесия мало, то малы и нелинейные члены соответствующего разложения, значит реакцию системы можно изучать в рамках линейных уравнений. Поскольку основное состояние большинства рассматриваемых систем не меняется со временем, то возникающие уравнения имеют постоянные коэффициенты.

## Уравнение с постоянными коэффициентами

### Одномерное уравнение n-го порядка
Если для, в общем случае, полиномиального дифференциального оператора:
{\displaystyle L=a_{n}{\frac {d^{n}}{dt^{n}}}+a_{n-1}{\frac {d^{n-1}}{dt^{n-1}}}+\ldots +a_{1}{\frac {d}{dt}}+a_{0}}
задано уравнение:
{\displaystyle Lx(t)=\phi (t)\qquad },
то функция Грина {\displaystyle G} оператора {\displaystyle L} определяется решением:
{\displaystyle LG(t,t')=\delta (t-t')}
где {\displaystyle \delta } — дельта-функция Дирака. Так как {\displaystyle a_{i}} не зависят от времени, вид уравнения при замене {\displaystyle t\rightarrow t-t'} не меняется (соблюдается однородность по времени), поэтому функция Грина зависит от одного параметра: {\displaystyle G(t,t')\equiv G(t-t')}.
Согласно свойствам дельта-функции, верно равенство:
{\displaystyle \int LG(t-t')\phi (t')\,dt'=\int \delta (t-t')\phi (t')\,dt'=\phi (t)}.
Тогда, при рассмотрении {\displaystyle t\in (-\infty ,\infty )} в предположении, что начальные условия за бесконечное время забываются, непосредственной подстановкой проверяется, что решением уравнения будет:
{\displaystyle x(t)=\int _{-\infty }^{\infty }dt'\,G(t-t')\phi (t')}
Функция Грина таким образом определяет для момента времени {\displaystyle t} влияние «ударного» воздействия на систему, прошедшего в момент времени {\displaystyle t'}.
Однако, функция Грина может быть выбрана неоднозначно, с точностью до решения однородного (с нулевой правой частью) заданного уравнения. Принцип причинности же гласит, что система реагирует на воздействие приложенное в прошлом, но не в будущем. То есть {\displaystyle G(t,t')=0} при {\displaystyle t<t'}.
Это ограничение обозначается с помощью функции Хевисайда {\displaystyle \theta (t)} и функция Грина ищется в виде:
{\displaystyle G(t)=\theta (t)f(t)},
где {\displaystyle f(t)} является решением заданного однородного уравнения и зависит от {\displaystyle n-1} постоянных.
В случае, когда {\displaystyle L} не вырожден, {\displaystyle f(t)} будет иметь вид:
{\displaystyle f(t)=\sum _{i}b_{i}\exp(-z_{i}t)}.
В силу свойств дельта-функции и её производных, а также некоторой симметрии бинома Ньютона:
{\displaystyle \int dt{\Big (}\theta (t)f(t){\Big )}^{(n)}=f^{(n-1)}(0)+\int dt\,\theta (t)f(t)}
Это приводит к:
{\displaystyle \int dt\,LG(t)=\int dt\,\delta (t)\;\Leftrightarrow \;\sum _{k=0}^{n-1}a_{k+1}f^{(k)}(0)=1}.
Так как члены, удовлетворяющие заданному однородному уравнению, сокращаются, то:
{\displaystyle {\frac {d^{(n-1)}}{dt^{(n-1)}}}f(0)=1/a_{n};\;{\frac {d^{(k)}}{dt^{(k)}}}f(0)=0,\;k=0,1,\ldots ,n-2}.
В этом случае уже возможно найти функцию Грина однозначно.
Если полагать, что для времени {\displaystyle t=0}, когда началась эволюция системы, были заданы начальные условия, то уравнение перепишется:
{\displaystyle Lx(t)=\phi (t)+\sum _{k=0}^{n-1}x^{(k)}(0)\delta ^{(n-1-k)}(t)}.
Тогда:
{\displaystyle x(t)=\sum _{k=0}^{n-1}x^{(k)}(0)G^{(n-k-1)}(t)+\int _{0}^{t}dt'\,G(t-t')\phi (t)},
лишь последнее слагаемое здесь является вынужденным решением, вызываемым внешним воздействием.

### Многомерное уравнение 1-го порядка
Ниже рассматривается линейное уравнение для векторной величины {\displaystyle {\boldsymbol {y}}}, где {\displaystyle {\hat {\Gamma }}} — матрица, определяющая динамику системы:
{\displaystyle {\dot {\boldsymbol {y}}}(t)+{\hat {\Gamma }}{\boldsymbol {y}}(t)={\boldsymbol {\chi }}(t)}.
К такому виду сводится рассмотренное уравнение {\displaystyle n}-го порядка для скалярной величины {\displaystyle x}. Для этого следует положить, что:
{\displaystyle {\boldsymbol {y}}_{i}(t)=x^{(i-1)}(t)}
для начинающейся с единицы нумерации компонент.
Аналогично предыдущему случаю, решение записывается в виде:
{\displaystyle {\boldsymbol {y}}(t)=\int _{-\infty }^{t}dt'\,{\hat {G}}(t-t'){\boldsymbol {\chi }}(t')}.
Функция Грина, удовлетворяющая условию:
{\displaystyle \left({\frac {d}{dt}}+{\hat {\Gamma }}\right){\hat {G}}(t)={\hat {1}}\,\delta (t)},
ищется, в свою очередь, в виде:
{\displaystyle {\hat {G}}(t)=\theta (t)\exp(-{\hat {\Gamma }}t)}.
Экспоненту от матрицы принято рассматривать при переходе к собственному базису оператора {\displaystyle {\hat {\Gamma }}}, где тот либо диагонален, либо содержит клетки Жордана (в случае вырожденных собственных значений).

### Преобразование Лапласа
Преобразование Лапласа эволюционного уравнения позволяет свести процедуру решения к интегрированию в комплексной плоскости. 
Преобразование для {\displaystyle LG(t)=\delta (t)} для полиномиального оператора {\displaystyle L} запишется 
{\displaystyle {\mathcal {L}}\left\{LG(t)\right\}={\mathcal {L}}\left\{\delta (t)\right\}\;\Leftrightarrow \;L(s){\widetilde {G}}(s)=1\;\Rightarrow \;{\widetilde {G}}(s)={\frac {1}{L(s)}}}
Где {\displaystyle {\widetilde {G}}(s)={\mathcal {L}}\{G(t)\}}, а {\displaystyle L(s)} — соответствующий оператору {\displaystyle L} многочлен, содержащий вместо n-й производной n-ю степень s.
Достаточно рассмотреть выражение при n-й производной функции G
{\displaystyle \int _{-\varepsilon }^{\infty }dt\,e^{-pt}{\frac {d^{n}}{dt^{n}}}G(t)}
Где {\displaystyle \varepsilon } — малый параметр, существенный для дельта-функции в правой части рассматриваемого уравнения
После взятия по частям, с учётом того, что внеинтегральные члены на границах равны нулю (на нижней в силу причинности), интеграл запишется
{\displaystyle \int _{-\varepsilon }^{\infty }dt\,e^{-pt}{\frac {d^{n}}{dt^{n}}}G(t)=0+p\int _{-\varepsilon }^{\infty }dt\,e^{-pt}{\frac {d^{n-1}}{dt^{n-1}}}G(t)}
Повторение процедуры n раз приводит к
{\displaystyle \int _{-\varepsilon }^{\infty }dt\,e^{-pt}{\frac {d^{n}}{dt^{n}}}G(t)=p^{n}\int _{-\varepsilon }^{\infty }dt\,e^{-pt}G(t)=p^{n}{\mathcal {L}}\left\{G(t)\right\}}
■
Тогда, по свойству преобразования Лапласа для свёртки:
{\displaystyle {\tilde {x}}(s)={\mathcal {L}}\left\{\int dt\,G(t-t')\phi (t)\right\}={\frac {{\tilde {\phi }}(s)}{L(s)}}}
Где {\displaystyle {\tilde {x}}(s),\,{\tilde {\phi }}(s)} — преобразования Лапласа для {\displaystyle x(t),\,\phi (t)} соответственно.
После обратного преобразования:
{\displaystyle x(t)={\frac {1}{2\pi i}}\int _{c-i\infty }^{c+i\infty }ds\,e^{st}{\frac {{\tilde {\phi }}(s)}{L(s)}}}
Интеграл, в силу возможности сдвигать контур влево, в частности, считается использованием теоремы о вычетах. Таким образом, преобразование Лапласа указывает прямой путь к нахождению вынужденного решения. Описанное справедливо и для многомерного уравнения, с тем замечанием, что придётся использовать матричную функцию.

## Неоднородное по времени уравнение
Если система не находится в равновесии, то её состояние меняется со временем, что выражается во временной зависимости коэффициентов. Это значит, что функция Грина зависит от обоих переменных:
{\displaystyle LG(t,t')=\delta (t-t')}
и решение для:
{\displaystyle G(t-t')=\theta (t-t')\exp(-\gamma t)}
перепишется:
{\displaystyle G(t,t')=\theta (t-t')\exp \left[-\int _{t'}^{t}d\tau \,\gamma (\tau )\right]}.
При постоянном {\displaystyle \gamma } уравнение приобретает прежний вид.
В случае векторного уравнения:
{\displaystyle {\dot {\boldsymbol {y}}}+{\hat {\Gamma }}(t){\boldsymbol {y}}={\boldsymbol {\chi }}(t)}
матрицы {\displaystyle {\hat {\Gamma }}} в различные моменты времени, вообще говоря, не коммутируют, поэтому решение запишется с помощью хронологически упорядоченной экспоненты:
{\displaystyle G(t,t')=\theta (t-t')\,\mathrm {T} \exp \left[-\int _{t'}^{t}d\tau \,{\hat {\Gamma }}(\tau )\right]}.